# Cyrtanthus
Cyrtanthus eller Hottentottliljesläktet är ett släkte av amaryllisväxter. Cyrtanthus ingår i familjen amaryllisväxter med ca 55 arter från Afrika. Några få arter odlas som krukväxter i Sverige.

## Bildgalleri

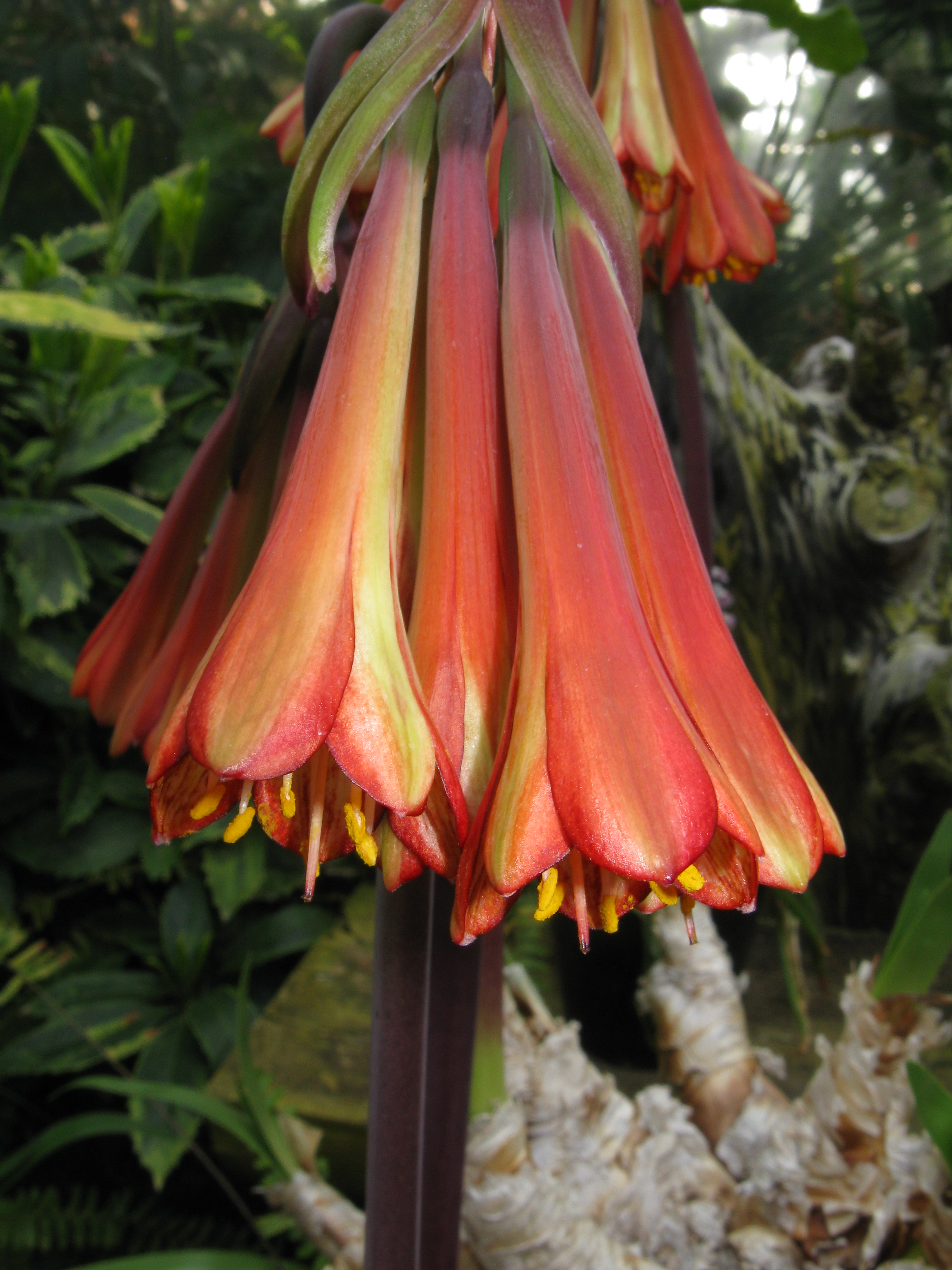
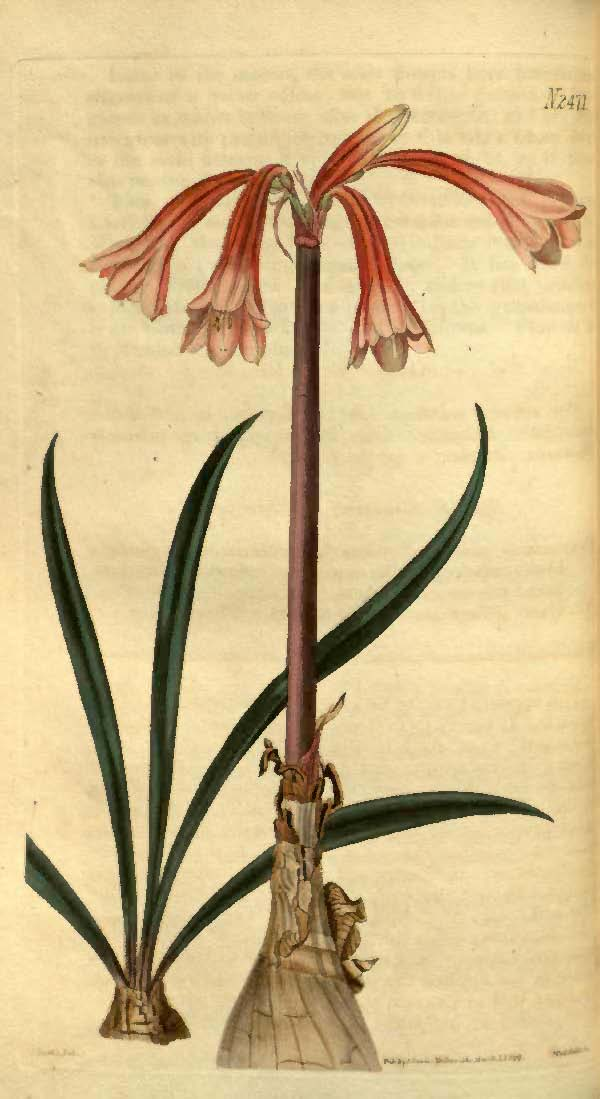
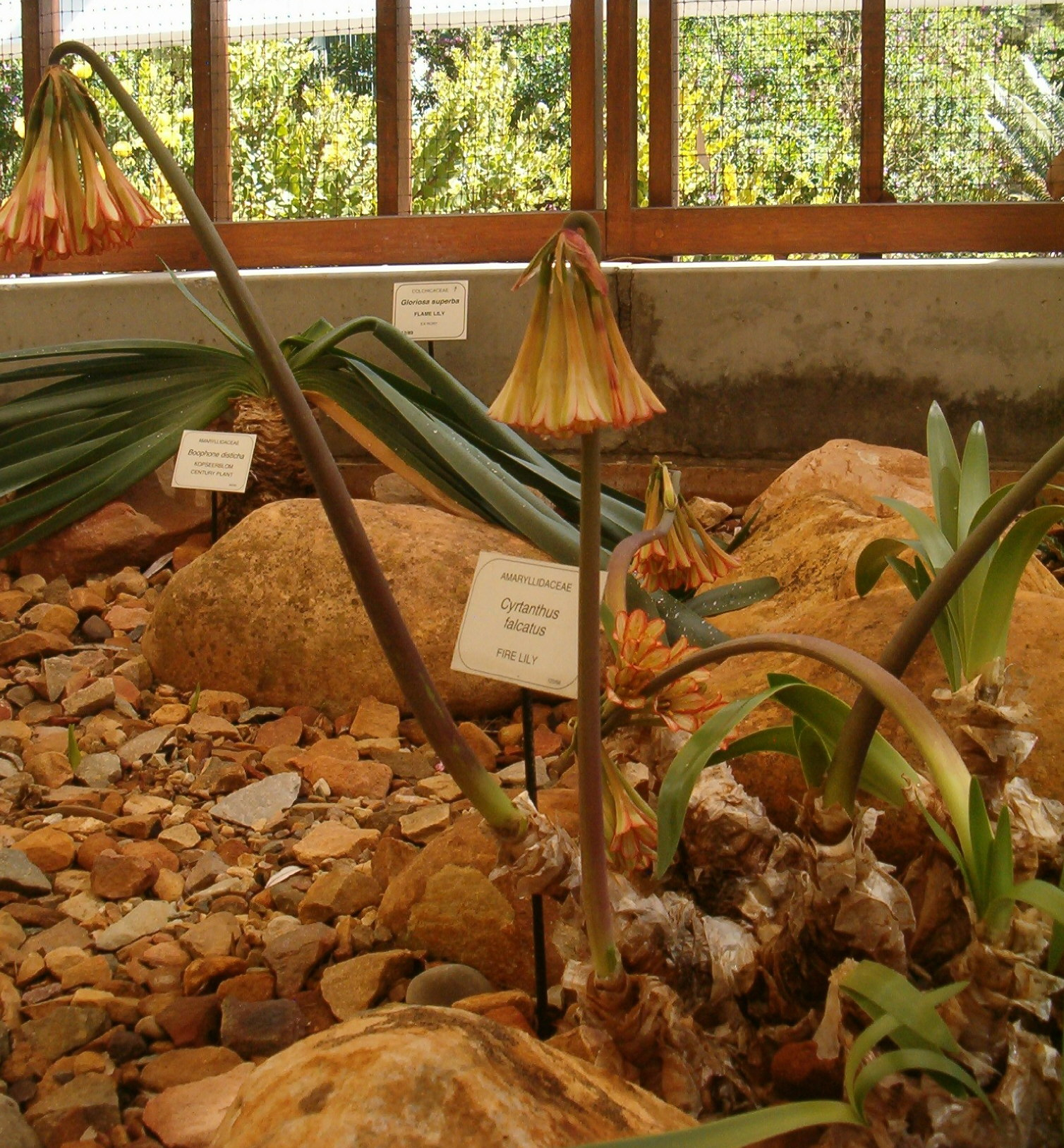
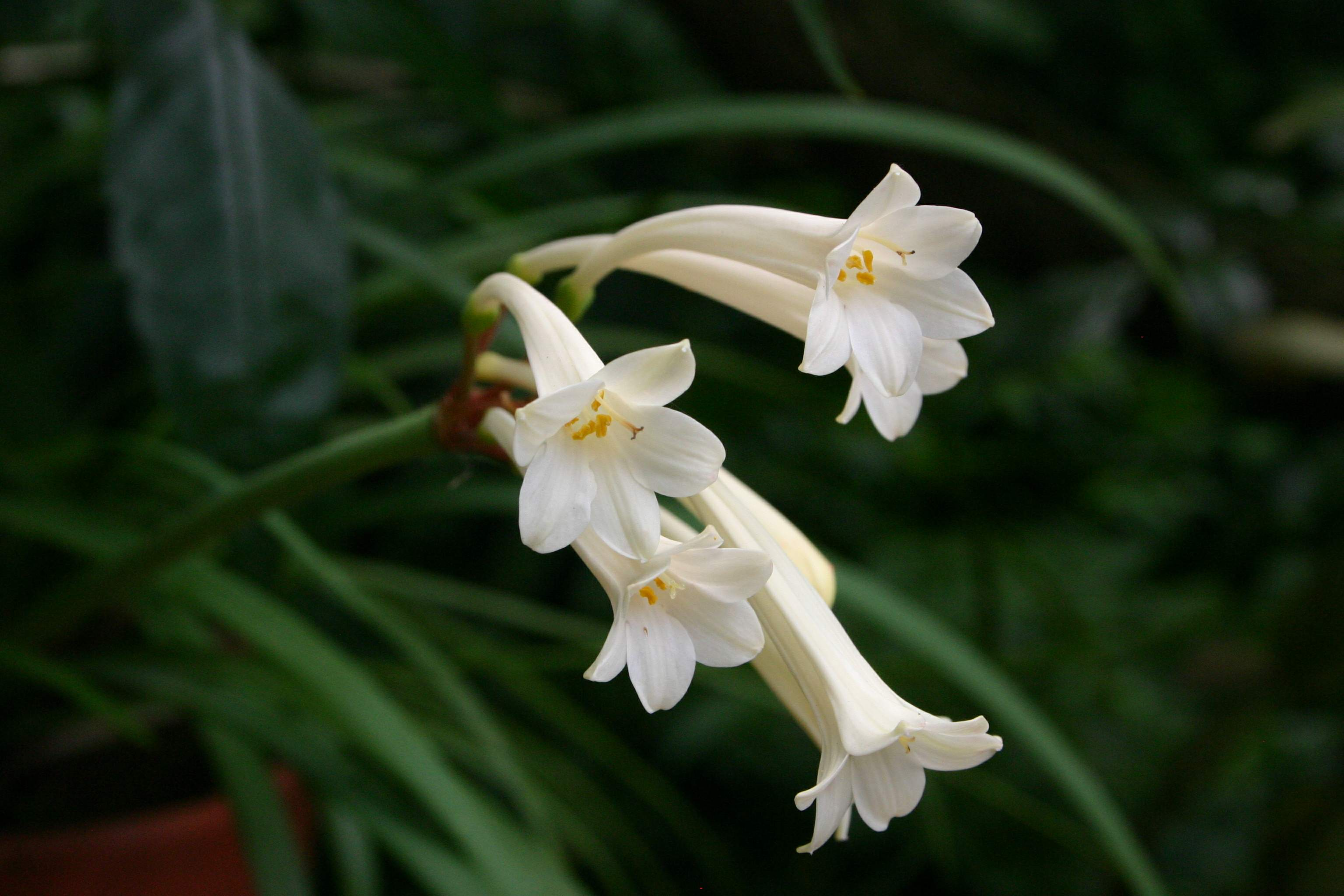
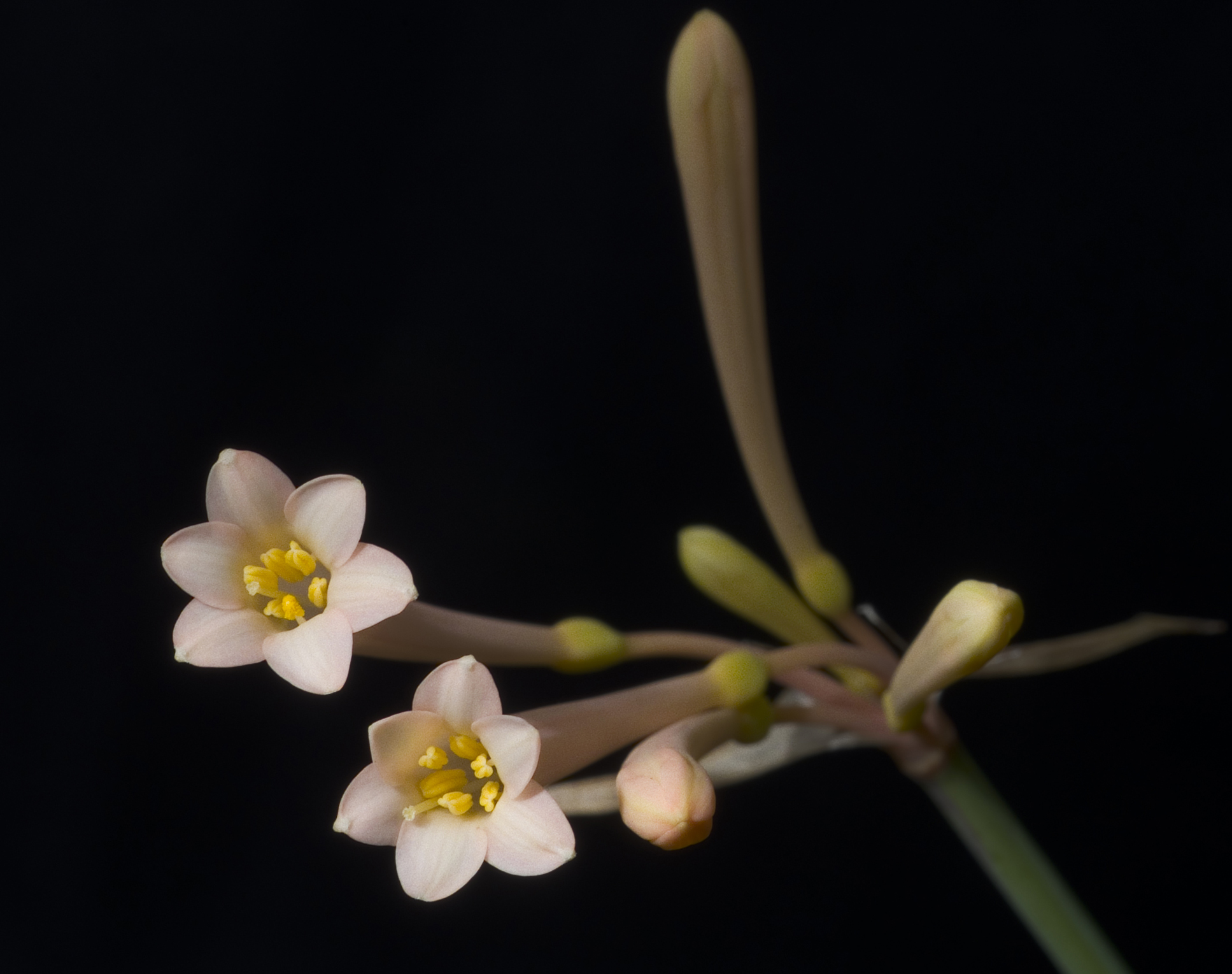
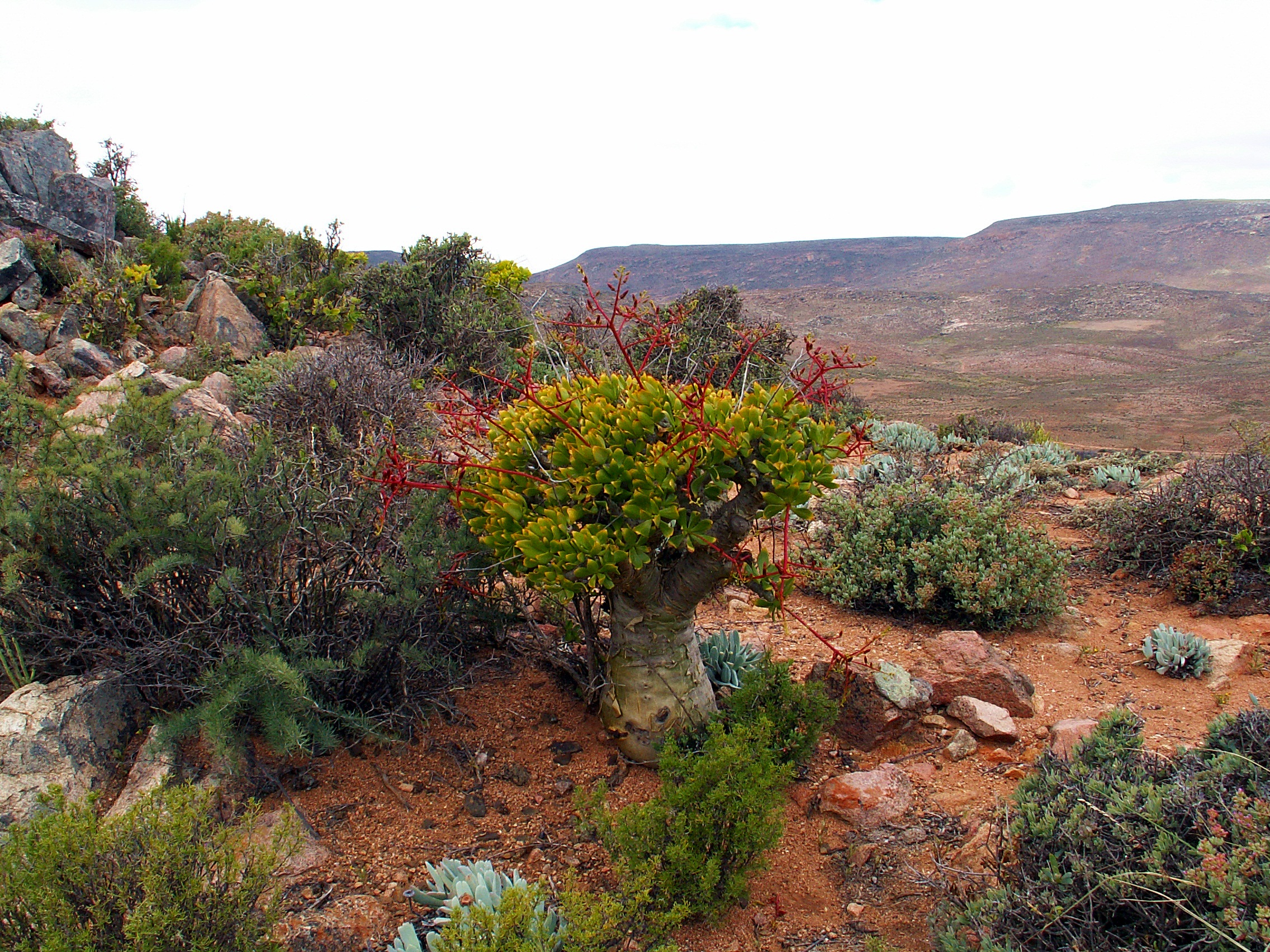

## Dottertaxa tillCyrtanthus, i alfabetisk ordning[1]
- Cyrtanthus angustifolius
- Cyrtanthus attenuatus
- Cyrtanthus aureolinus
- Cyrtanthus bicolor
- Cyrtanthus brachyscyphus
- Cyrtanthus brachysiphon
- Cyrtanthus breviflorus
- Cyrtanthus carneus
- Cyrtanthus clavatus
- Cyrtanthus collinus
- Cyrtanthus contractus
- Cyrtanthus debilis
- Cyrtanthus elatus
- Cyrtanthus epiphyticus
- Cyrtanthus erubescens
- Cyrtanthus eucallus
- Cyrtanthus falcatus
- Cyrtanthus fergusoniae
- Cyrtanthus flammosus
- Cyrtanthus flanaganii
- Cyrtanthus flavus
- Cyrtanthus galpinii
- Cyrtanthus guthrieae
- Cyrtanthus helictus
- Cyrtanthus herrei
- Cyrtanthus huttonii
- Cyrtanthus inaequalis
- Cyrtanthus junodii
- Cyrtanthus labiatus
- Cyrtanthus leptosiphon
- Cyrtanthus leucanthus
- Cyrtanthus loddigesianus
- Cyrtanthus mackenii
- Cyrtanthus macmasteri
- Cyrtanthus macowanii
- Cyrtanthus montanus
- Cyrtanthus nutans
- Cyrtanthus obliquus
- Cyrtanthus obrienii
- Cyrtanthus ochroleucus
- Cyrtanthus odorus
- Cyrtanthus rhodesianus
- Cyrtanthus rhododactylus
- Cyrtanthus rotundilobus
- Cyrtanthus sanguineus
- Cyrtanthus smithiae
- Cyrtanthus spiralis
- Cyrtanthus staadensis
- Cyrtanthus stenanthus
- Cyrtanthus striatus
- Cyrtanthus suaveolens
- Cyrtanthus thorncroftii
- Cyrtanthus tuckii
- Cyrtanthus wellandii
- Cyrtanthus welwitschii
- Cyrtanthus ventricosus